# Övre Gilkatjärnen
Övre Gilkatjärnen är en sjö i Piteå kommun i Norrbotten och ingår i Byskeälvens huvudavrinningsområde.